# 1848
Cette page concerne l'année 1848 (MDCCCXLVIII en chiffres romains) du calendrier grégorien.
L'année 1848 est une année bissextile qui commence un samedi.

## Événements

### Afrique
- 3 janvier : Joseph Jenkins Roberts devient le premier président du Libéria[1].
- 2 mars : le duc d’Aumale, qui envisage la pacification totale de la Kabylie, doit s’embarquer pour l’Angleterre à la suite de la révolution de 1848. Il rejoint la famille royale en exil[2]. Jusqu’en 1851, sept gouverneurs se succèdent à Alger : Cavaignac, Changarnier, puis Marey-Monge, Charon, d'Hautpoul et Pélissier. Durant la seconde République, l’instabilité politique en France se répercute en Algérie. Certaines tribus kabyles se livrent au pillage ; les confréries religieuses, en particulier les Derkaoua et les Senousis aux confins des régences de Tunis et de Tripoli, prêchent la guerre sainte ; dans le Sud-Oranais, les Ouled Sidi Cheikh se soulèvent[3].

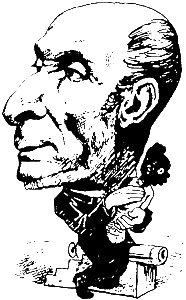
Caricature de Victor Schœlcher, initiateur de l’abolition, par André Gill.

- 27 avril : abolition de l’esclavage dans les colonies françaises[4].
- 11 mai : l’explorateur allemand Johannes Rebmann est le premier européen à voir le mont Kilimandjaro[5].
- 10 juin : Ahmed Bey qui s’est réfugié dans les Aurès, se rend aux autorités françaises à la suite d'une expédition menée par le colonel Canrobert[6].
- Juillet : Méhémet Ali cède le pouvoir en Égypte à son fils adoptif Ibrahim Pacha, qui meurt le 10 novembre[7].
- 29 août : les Boers, chassés de Natal en 1843, se heurtent aux forces britanniques à la bataille de Boomplaats et sont repoussés au nord du Vaal. La Grande-Bretagne annexe l’État d’Orange[8].
- 19 septembre : décret relatif aux colonies agricoles à fonder en Algérie[9]. Le gouvernement français accorde un crédit de 50 millions pour développer la colonisation prolétarienne en établissant quelque 12 000 ouvriers et intellectuels en Algérie. Le nombre de colons passe de 40 000 en 1840 à 131 000 en 1848 et le rythme de confiscation de terres s’accélère. La répression en France sur les insurgés de juin provoque une vague de migration vers l’Algérie.
- 12 novembre : la nouvelle Constitution française déclare l’Algérie partie intégrante du territoire français[10].

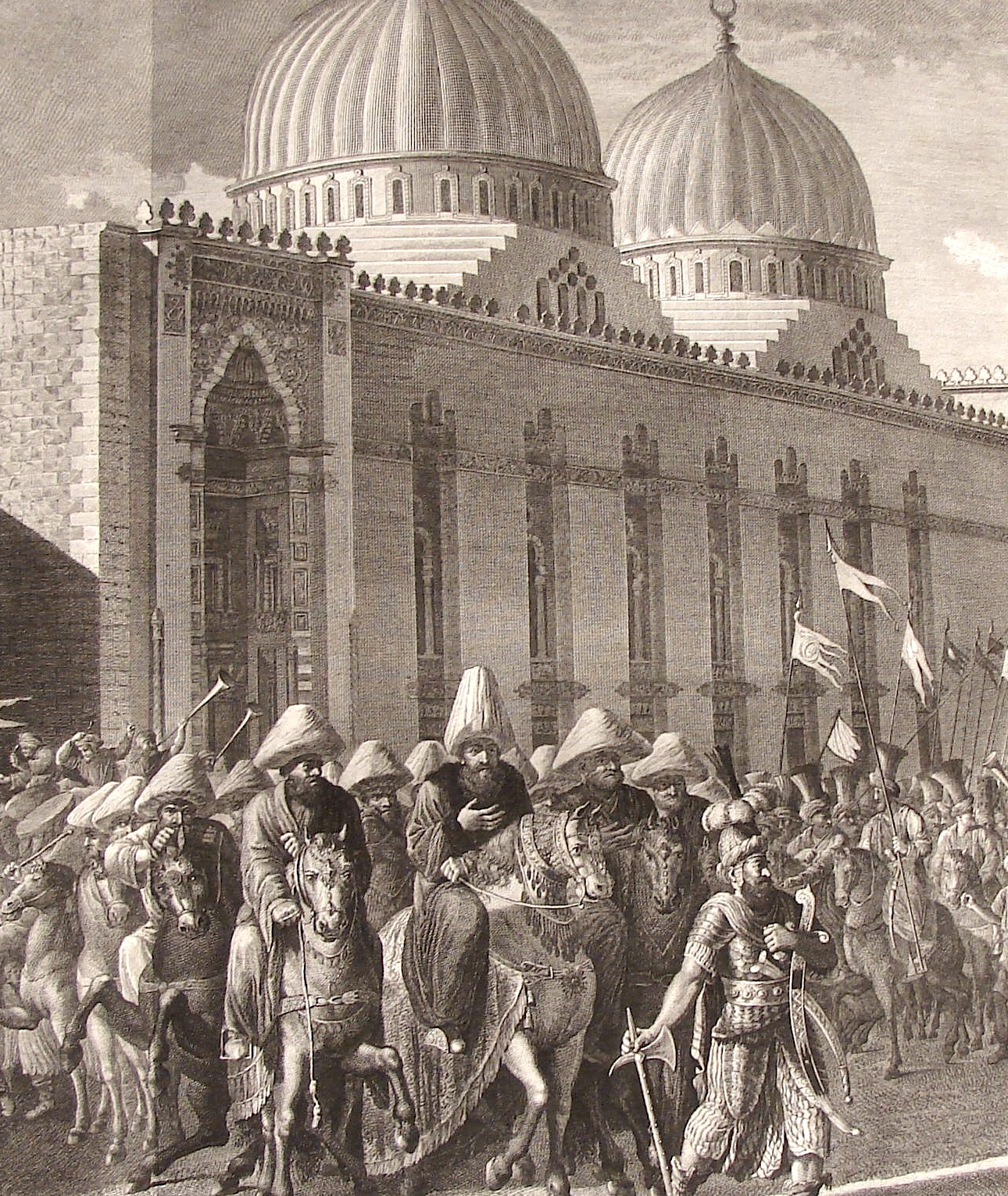
Entrée de Abbas Ier Hilmi au Caire. Détail d'une gravure ancienne.

- 7 décembre : Abbas Ier Hilmi, fils de Toussoun, petit-fils de Méhémet Ali est reconnu par la Porte comme vice-roi d’Égypte (fin de règne en 1854)[7]. Abbas Ier prend ses distances avec les puissances occidentales. Malgré des relations difficiles avec les ottomans, il s’acquitte du tribut annuel de 30 millions de piastres réclamé par la Porte.
- 20 décembre : l'abolition de l’esclavage à l’ile de La Réunion est proclamée par Sarda Garriga[11].
- 9 décembre : un arrêté divise le territoire civil de l'Algérie française en trois départements (Alger, Oran, Constantine)[12].
- Conquête de Bondo et de Kasanje en Angola par les Portugais (fin en 1852)[13].
- Début du règne de Olimi V Rwakabale, roi du Bounyoro (fin en 1852)[14]. Il arrive au pouvoir à la suite d'une nouvelle guerre de succession.
- Le chef Toucouleur El Hadj Omar s’installe à Dinguinraye sur les bords du fleuve Sénégal. Il acquiert une réputation de saint et rassemble de nombreux disciples qui formeront les cadres de son armée[3].
- Le savant et voyageur français Antoine d’Abbadie d’Arrast termine l’exploration et la cartographie de l'Éthiopie, commencée en 1838[15].

### Amérique
- 1er janvier, Nicaragua : les Britanniques s’emparent de Greytown, ce qui inquiète les Américains, qui y voient une violation de la doctrine Monroe. D’autre part la ville, qui est située à l’embouchure de la rivière San Juan, serait un élément essentiel dans un projet de construction d’un canal au Nicaragua[16].

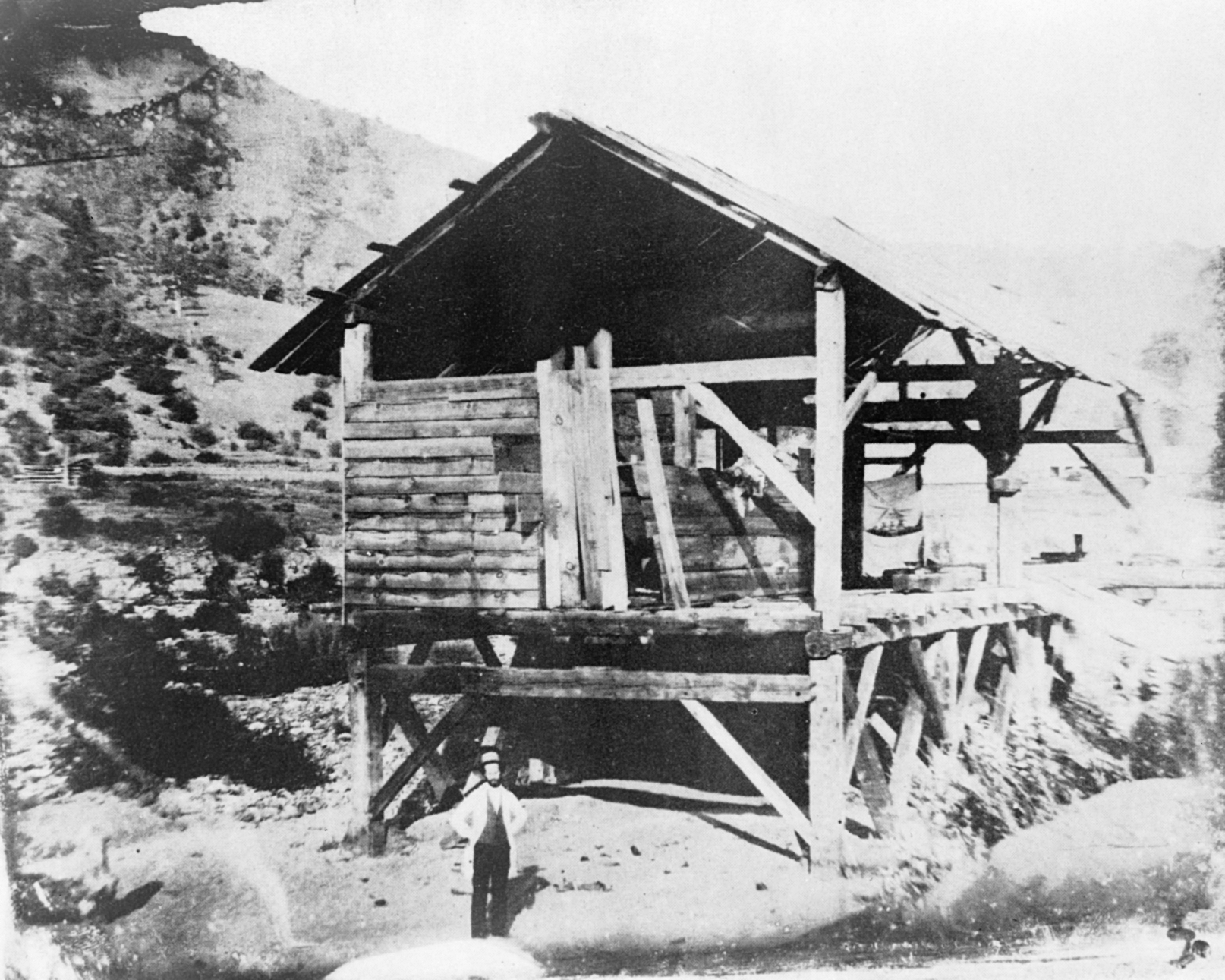
24 janvier : découverte d'or à Sutter's Mill.

- 24 janvier : découverte d’or à Sutter's Mill dans la vallée de Sacramento, en Californie (encore pour quelques mois sous la domination mexicaine)[17]. Début de la « ruée vers l'or » et de la « conquête de l'Ouest ». En cinq ans, le gisement produira l’équivalent d’un demi-milliard de dollars.
- 2 février : traité de Guadalupe Hidalgo établissant la frontière entre les États-Unis et le Mexique au Río Grande[18]. Les États-Unis obtiennent la souveraineté sur le Nouveau-Mexique, l’Arizona, la Haute-Californie et les futurs États de l’Utah, du Nevada et du Colorado. En échange, les États-Unis versent au Mexique 15 millions de dollars et acceptent de prendre à leur charge toutes les réclamations des citoyens américains à l’égard du Mexique.

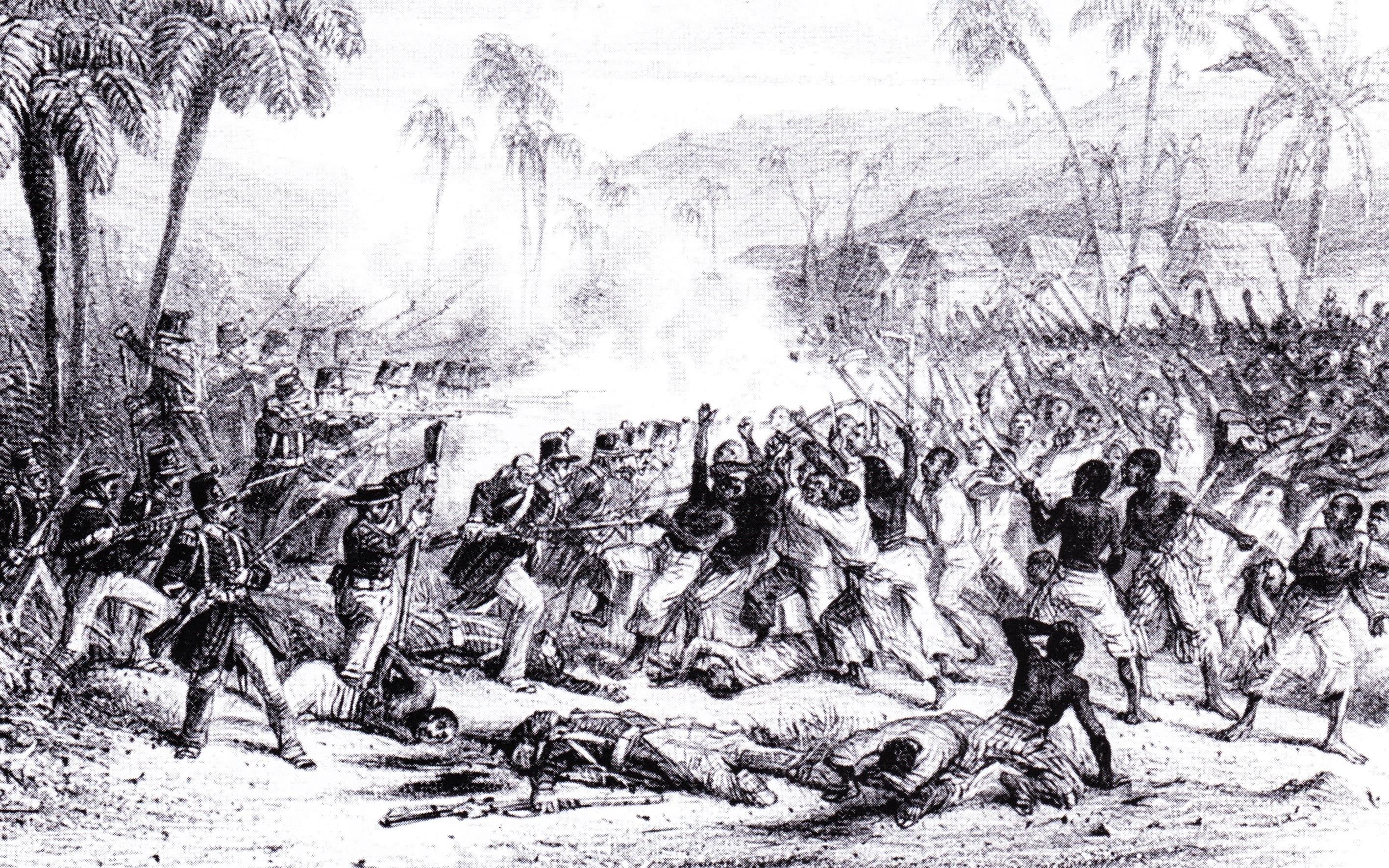
Révolte d'esclaves au Prêcheur le 22 mai 1848, entraînant l'application dès le lendemain de l'abolition de l'esclavage pour la colonie de Martinique.

- Révolte d'esclaves au Prêcheur le 22 mai 1848, entraînant l'application dès le lendemain de l'abolition de l'esclavage pour la colonie de Martinique.23 mai et 27 mai : l’abolition de l’esclavage est proclamé à la Martinique et à la Guadeloupe[19].
- 29 mai : le Wisconsin devient le trentième État américain[20].
- 10 août : l’abolition de l’esclavage est proclamé en Guyane[19].
- 7 novembre, Brésil : le soulèvement révolutionnaire libéral des Praieira éclate au Pernambouc contre le gouvernement conservateur centralisateur et les marchands portugais qui possèdent un tiers des maisons de commerce[21]. Il est anéanti dès 1850.
- 6 décembre : bataille de Yamparáez. Manuel Isidoro Belzu Humerez devient le dixième Président de la République de Bolivie[22].

### Asie et Pacifique
- 12 janvier : Lord Dalhousie (James Ramsay, marquis de Dalhousie, 1848-1856) devient gouverneur de l’Inde britannique[23]. Il modernise l’administration des territoires britanniques en Inde.
- 21 février, Nouvelle-Zélande : fin de la première guerre māori, après trois ans (Flagstaff War)[24]. Le gouvernement fait occuper de vastes étendues de terre māori afin de promouvoir la colonisation de manière officielle.
- 22 mars, Nouvelle-Zélande : arrivée des premiers pionniers à Otago[25]. L’île du Sud est ouverte à la colonisation. La New Zealand Company, déjà responsable de la colonisation de l’île du Nord, entreprend d’établir des presbytériens écossais à Otago et des anglicans dans les plaines centrales de Canterbury (avril 1850).
- 26 mars : début du règne de Tự Đức, empereur du Vietnam[26]. Il poursuit la politique de Thiệu Trị (impôts trop lourds, abus des notables, persécutions religieuses). Il provoquera l’intervention de la France qui désire protéger les missionnaires en s’assurant des points d’appui et de débouchés en Indochine.
- 20 avril : les Sikhs se révoltent avec l’aide des Afghans. Deux envoyés de la couronne britannique sont assassinés à Multân. Les Sikhs sont écrasés par Lord Hugh Henry Gough. Après les batailles indécises de Ramnagar (22 novembre) et de Chilianwala (13 janvier 1849), ils déposent les armes en février 1849[27]. La Seconde Guerre anglo-sikhe entraîne l'annexion du Panjâb dans l'Inde britannique (30 mars 1849).
- Juin, Australie : création de la police montée indigène dans le Queensland pour « nettoyer le pays » et mater les voleurs de bétail et les révoltes indigènes[28]. Légende de Tjandawara, dit « Pigeon le broussard », ancien pisteur aborigène de la police monté déserteur, qui entre en résistance en attaquant les fermes des colons avec sa troupe de guerriers[29].
- 14 juillet, Polynésie : le presbytérien John Geddie s’installe sur les îles de Tanna et Aneityum[30], qu’il transforme en une sorte de théocratie, régissant la population selon une conception puritaine qui ne laisse aucune place à la vie coutumière.

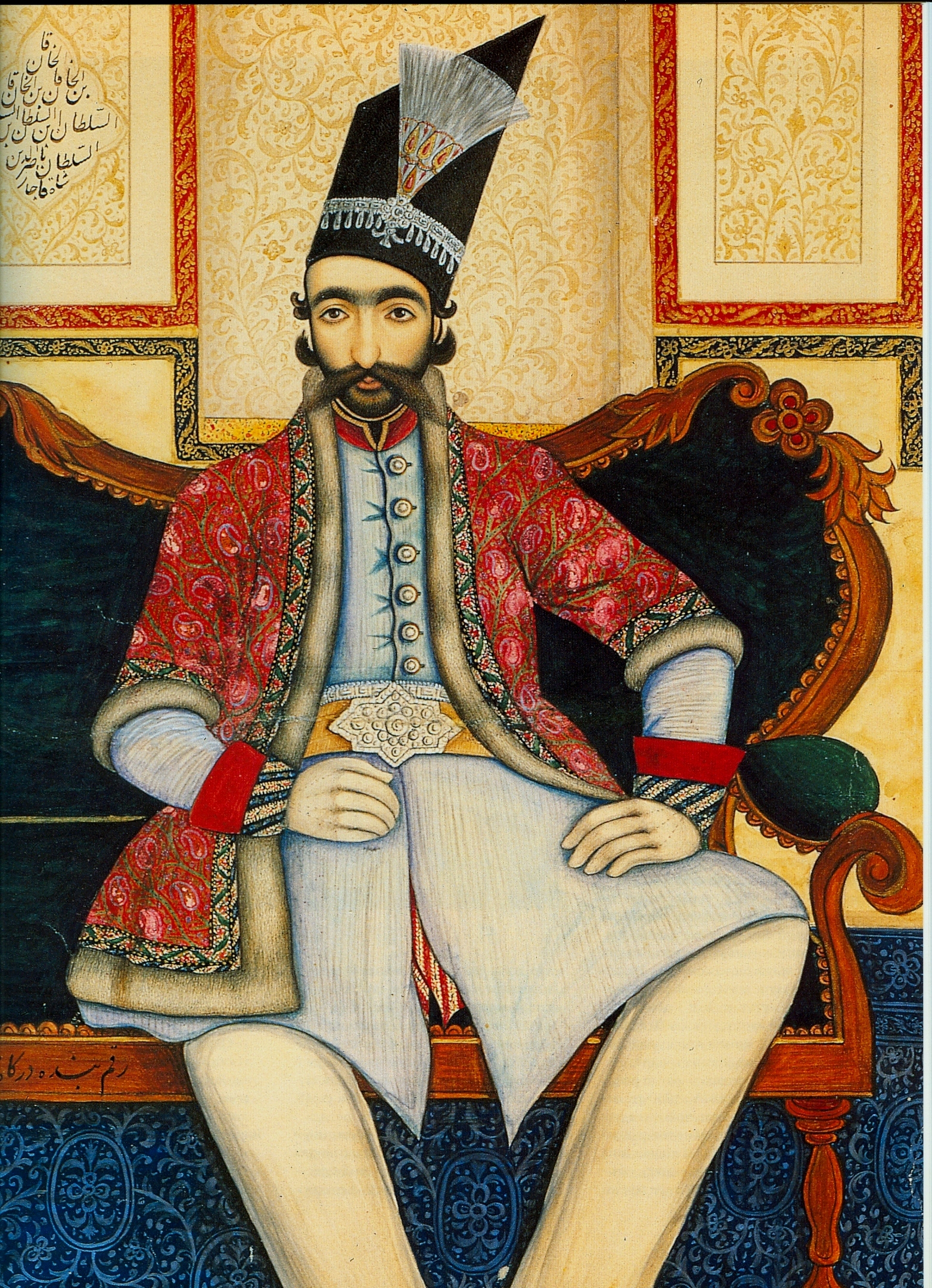
13 septembre : Nasser ed-Din, chah de Perse.

- 13 septembre : Nasser ed-Din, âgé de 17 ans, se proclame chah de Perse après la mort de son père Mohammad Chah le 5 (fin de règne 1896)[31].
- 13 octobre, Perse : premier soulèvement babiste dans le Mazandéran. Ils se retranchent dans le mausolée du Shaykh Tabarsi (fin le 9 mai 1849)[32]. Les insurrections religieuses se poursuivent. Salar al-Dawla parvient à rallier à sa cause Hamzah Mirza, gouverneur de Meshed et reçoit le soutien de Yar Mohammed Khan, d’Hérat[33]. Le chah envoie une armée de 6 000 hommes contre les rebelles.
- 20 octobre : le chah de Perse nomme grand vizir Amir Kabir, le gouverneur d’Azerbaïdjan depuis 1843 (fin en 1851)[31]. Il le charge de réformer l’armée. Ce dernier a l’expérience du Tanzimat en cours dans l’empire ottoman et a voyagé en Russie. Chaque ville ou village devra fournir des hommes et subvenir à leur entretien[34].
- Le sultan ottoman installe un sixième corps d’armée à Bagdad, chargé de surveiller l’Irak, les frontières turco-perses et les Britanniques, de plus en plus présents dans le golfe Persique[35].

### Europe
- L’année 1848 est appelée l’année du Printemps des Révolutions (ou Printemps des peuples) en raison d’une vague de soulèvements révolutionnaires en Europe[36].
- 12 janvier : début de la révolution sicilienne à Palerme[37].
- 14 janvier, France : Guizot interdit les réunions politiques de l’opposition (campagne des banquets), ce qui déclenche la révolution de février 1848[38].
- 20 janvier : début du règne de Frédéric VII, roi de Danemark[39] (fin en 1863).
- 21 février : Karl Marx et Friedrich Engels publient à Londres Le Manifeste du Parti communiste[40].

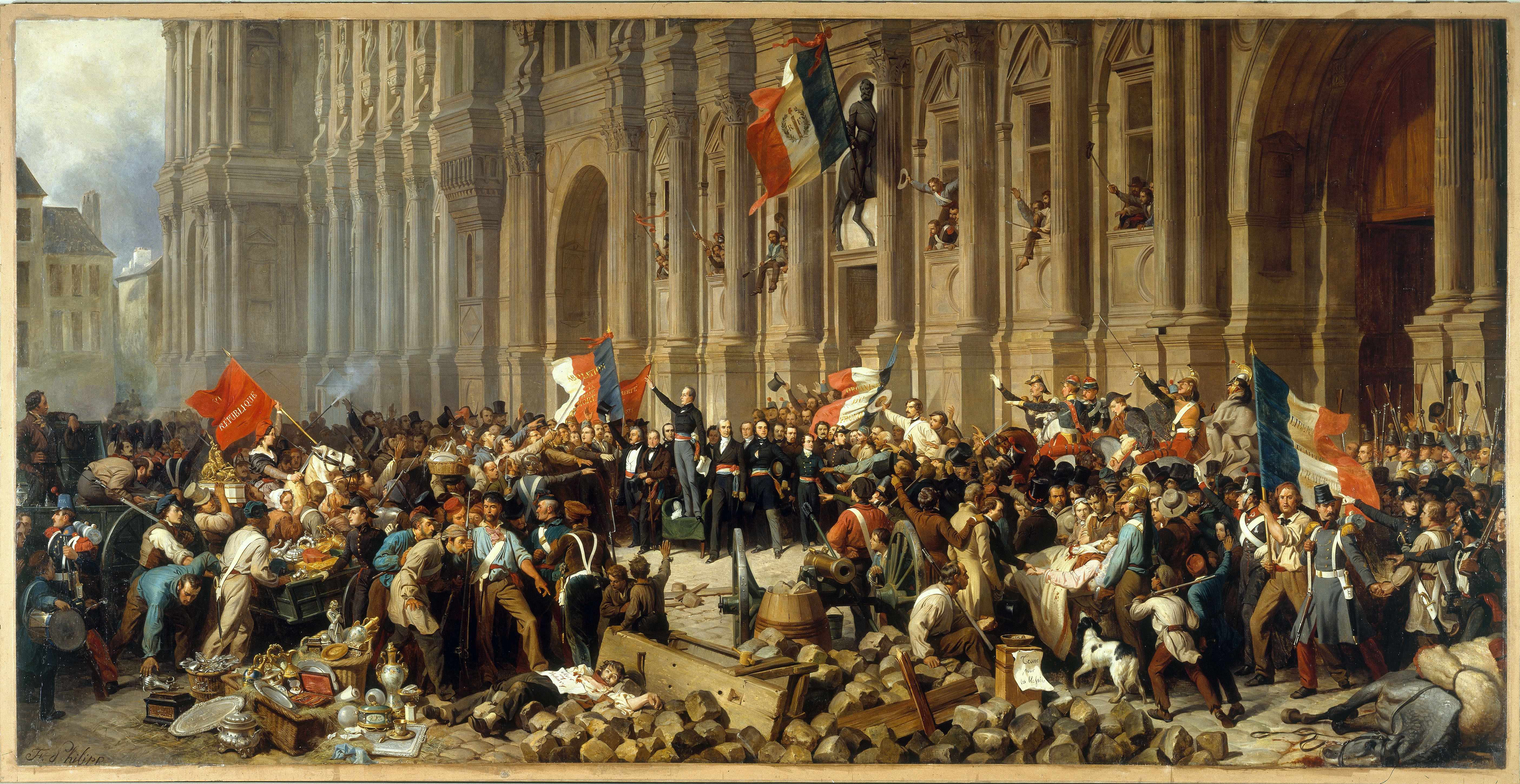
25 février : Lamartine, devant l’Hôtel de Ville de Paris, refuse le drapeau rouge.

- 22 - 24 février : révolution à Paris. Ces trois journées révolutionnaires renversent la monarchie de Juillet[38].
- 24 février : Louis-Philippe abdique ; formation du gouvernement provisoire. Début de la seconde République française (fin en 1852)[38].
- 27 février : institution des ateliers nationaux en France[38].
- 1er mars : à Neuchâtel, les républicains prennent le pouvoir et rejettent toute souveraineté du roi de Prusse. Ils effectueront une marche à travers le canton (Du Locle à Neuchâtel), pour prendre le château de Neuchâtel[41].
- 15 mars, Russie : droit des serfs d’acquérir des terres non peuplées et des immeubles, avec l’accord de leur maître[42].
- 18 mars : impôt des 45 centimes en France[38].

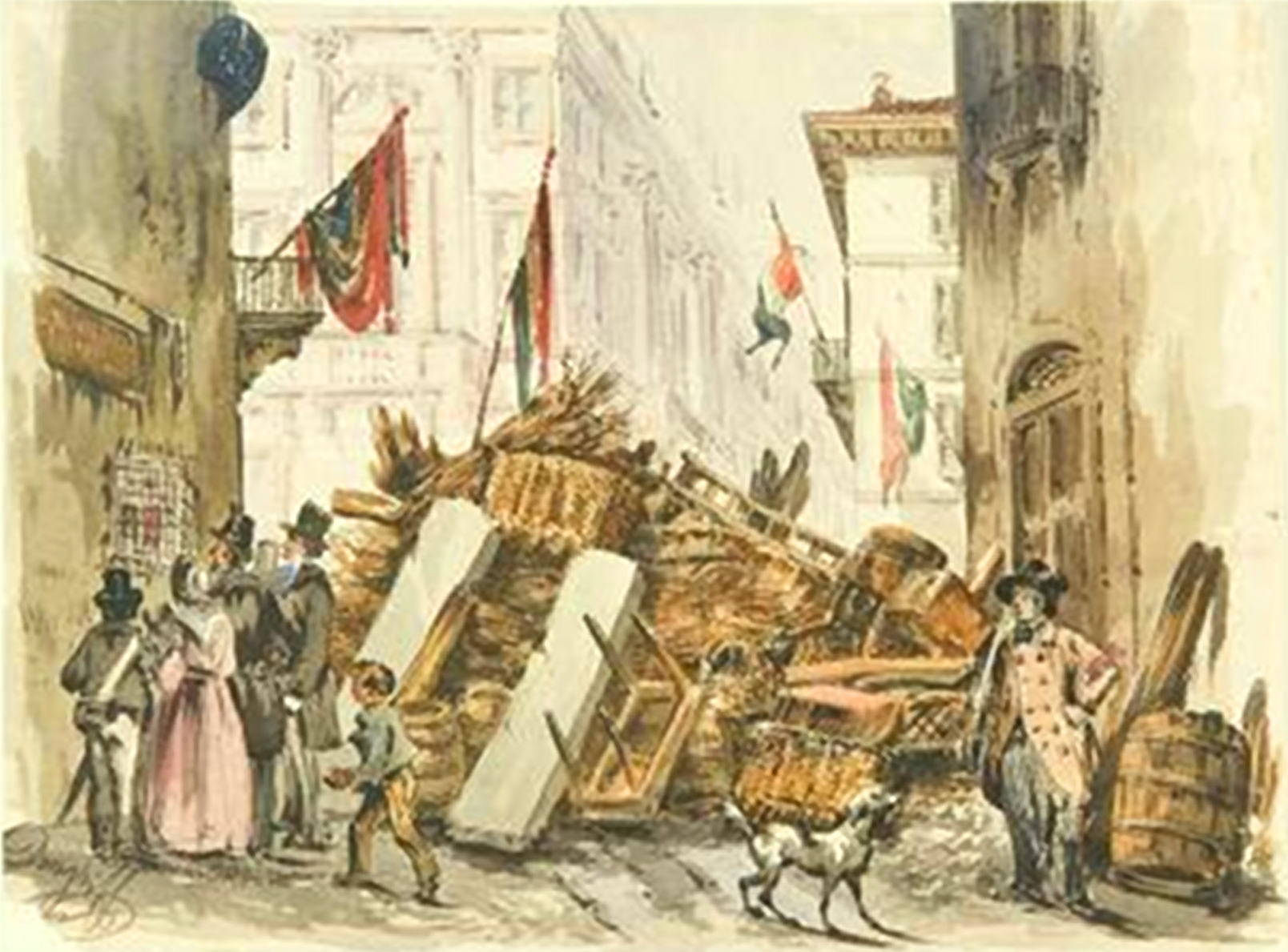
18-22 mars : cinq journées de Milan.

- 18-22 mars : cinq journées de Milan[36].
- 25 mars : le roi Charles-Albert de Sardaigne déclare la guerre à l’Autriche. début de la première guerre d'indépendance italienne[36].
- 26 mars : manifeste impérial. La Russie, rempart de l’Europe, ne se laissera pas gagner par la révolution[43].

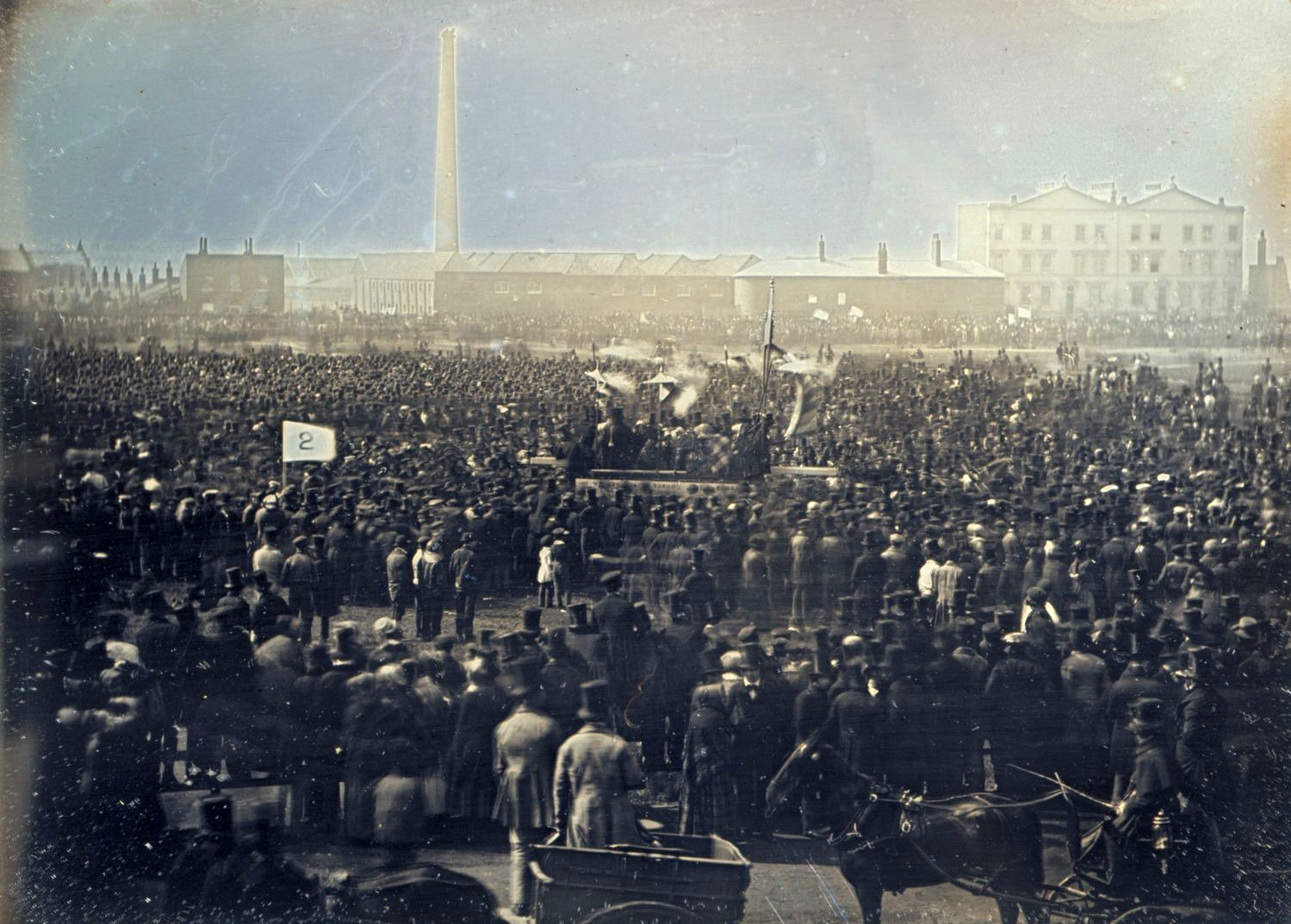
10 avril : manifestation chartiste à Kennington Common, photographie de William Kilburn.

- 10 avril : échec du Chartisme au Royaume-Uni. La troisième pétition chartiste présentée au Parlement se révèle fantaisiste, ce qui discrédite définitivement le mouvement[44].
- 14 avril : création d’un comité secret présidé par Boutourline pour superviser la censure en Russie[45].
- 16 avril : échec d’une journée révolutionnaire à Paris pour le report des élections ; les manifestants sont dispersés par la garde nationale[38].
- 23 avril : élection de l’Assemblée constituante française au suffrage universel masculin. Victoire des républicains modérés (groupe du National)[38].
- 27 avril : publication en France du décret d’abolition de l’esclavage, signé par Victor Schœlcher[4].
- 4 mai : première séance de l’assemblée constituante en France (fin le 26 mai 1849)[38].
- 9 mai : capitulation des insurgés de Poznań en Pologne prussienne. Les Polonais sont soumis à une politique de germanisation[46].
- 10 mai, France : la commission exécutive remplace le gouvernement provisoire[38].
- 15 mai : manifestation en France au profit de la Pologne insurgée[38]. Échec de l’insurrection contre l’assemblée. Albert est emprisonné.
- 21 juin : le gouvernement français décide de supprimer les Ateliers nationaux[38].

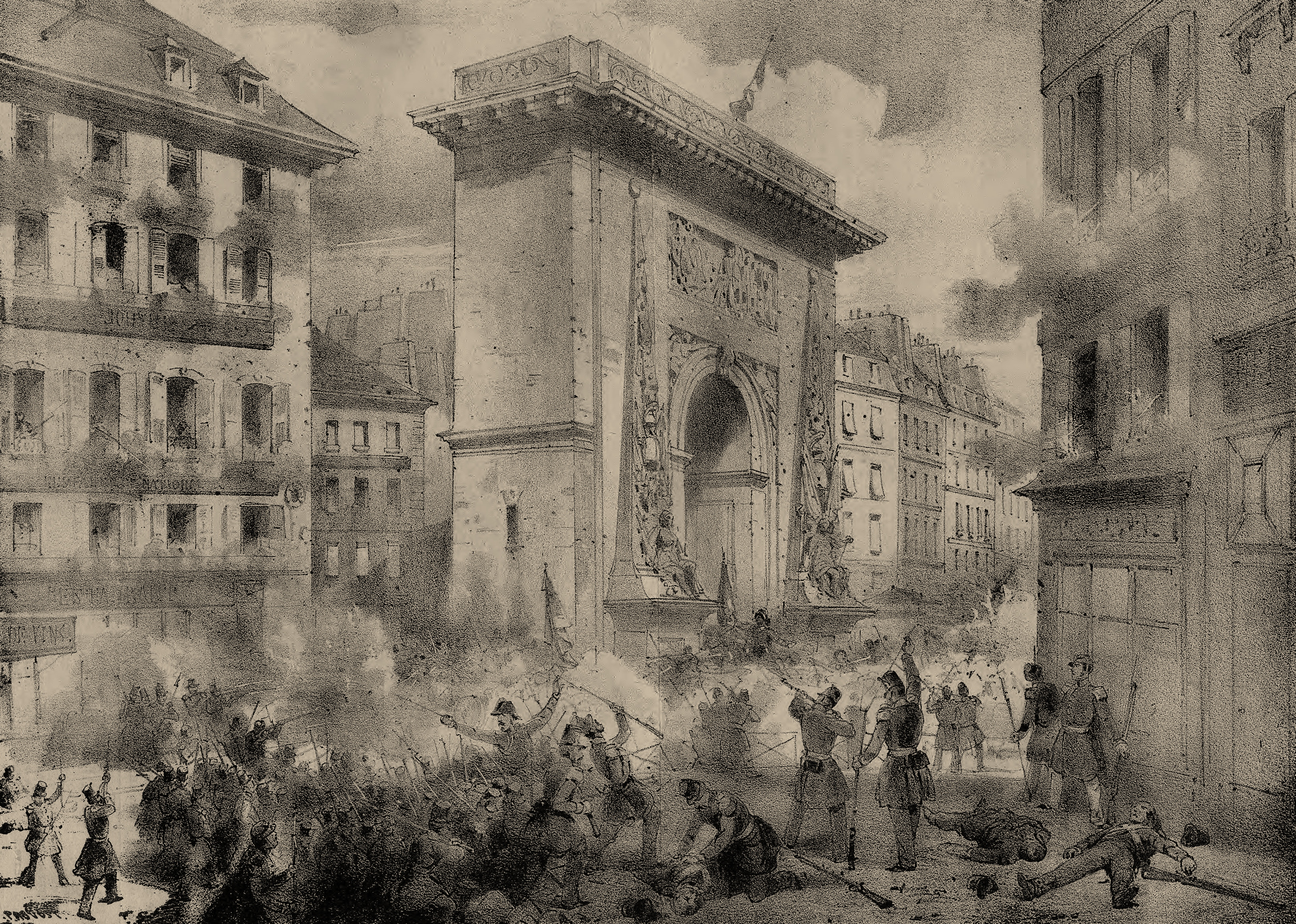
23 - 26 juin : journées de Juin. Attaque de la barricade de la porte St. Denis.

- 23 - 26 juin : journées de Juin. Insurrection ouvrière à Paris réprimée par Louis Eugène Cavaignac (5 000 ouvriers morts, 11 000 arrestations)[38].
- 28 juin : Eugène Cavaignac, ministre de la guerre est nommé président du Conseil en France[38]. Restriction de la liberté de la presse, fermeture des clubs les plus révolutionnaires, rétablissement des droits de timbre. Louis Blanc s’exile en Angleterre (retour en 1870).
- 9 juillet : Constitution libérale au Luxembourg[47].
- 12 septembre : adoption en Suisse de la première Constitution fédérale[48], issue des changements politiques à la suite de la Guerre du Sonderbund de 1847.
- 3 novembre : promulgation d’une nouvelle constitution libérale aux Pays-Bas[49].
- 4 novembre : vote de la Constitution de la Deuxième République française[38].
- 10 décembre : élection de Louis-Napoléon Bonaparte comme Président de la République française[38]. Le 20 décembre, Odilon Barrot prend la tête du premier ministère (fin en 1849)[50].

#### Confédération germanique
- 9 février : à Munich : manifestations contre Lola Montez[51].
- 27 février : l’Allemagne du Sud est gagnée par la vague révolutionnaire : à Mannheim se constitue une assemblée de démocrates[52].
- 5 mars : réunion des libéraux allemands à Heidelberg qui convoquent un Parlement préparatoire (Vorparlament). Début de la révolution allemande[53].

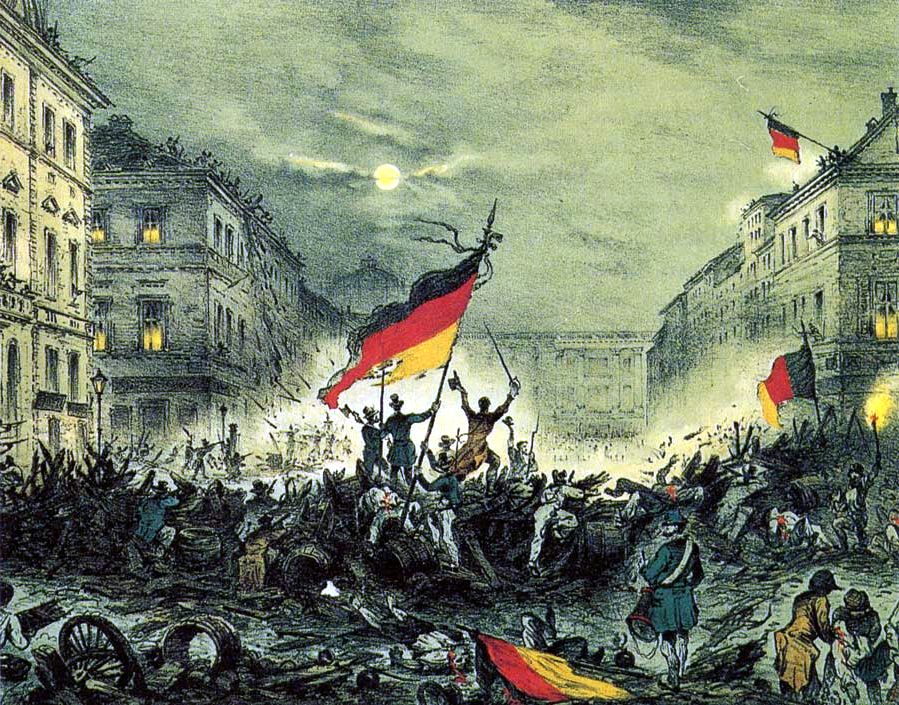
19 mars : révolution de Mars.

- 17 - 19 mars : révolution de Berlin[51]. La population de Berlin se soulève contre la bureaucratie, les hobereaux et le militarisme. Pour gagner du temps, Frédéric-Guillaume IV de Prusse constitue un ministère libéral dirigé à partir du 29 mars par Camphausen, qui démissionne le 20 juin[54].
- 20 mars : à la suite du scandale provoqué par sa liaison avec l’aventurière irlandaise et fausse danseuse « espagnole » Lola Montès (Maria-Dolorès Eliza Gilbert), le roi de Bavière Louis Ier abdique[55].
- 21 mars : le gouvernement danois annexe le Schleswig. En l’apprenant, les duchés de Schleswig et de Holstein se déclarent indépendants et nomment un gouvernement provisoire le 24 mars[56].
- 31 mars-3 avril : réunion du Vorparlement qui décide de faire élire au suffrage universel masculin une assemblée nationale afin d’établir une constitution pour l’ensemble de l’Allemagne[36].

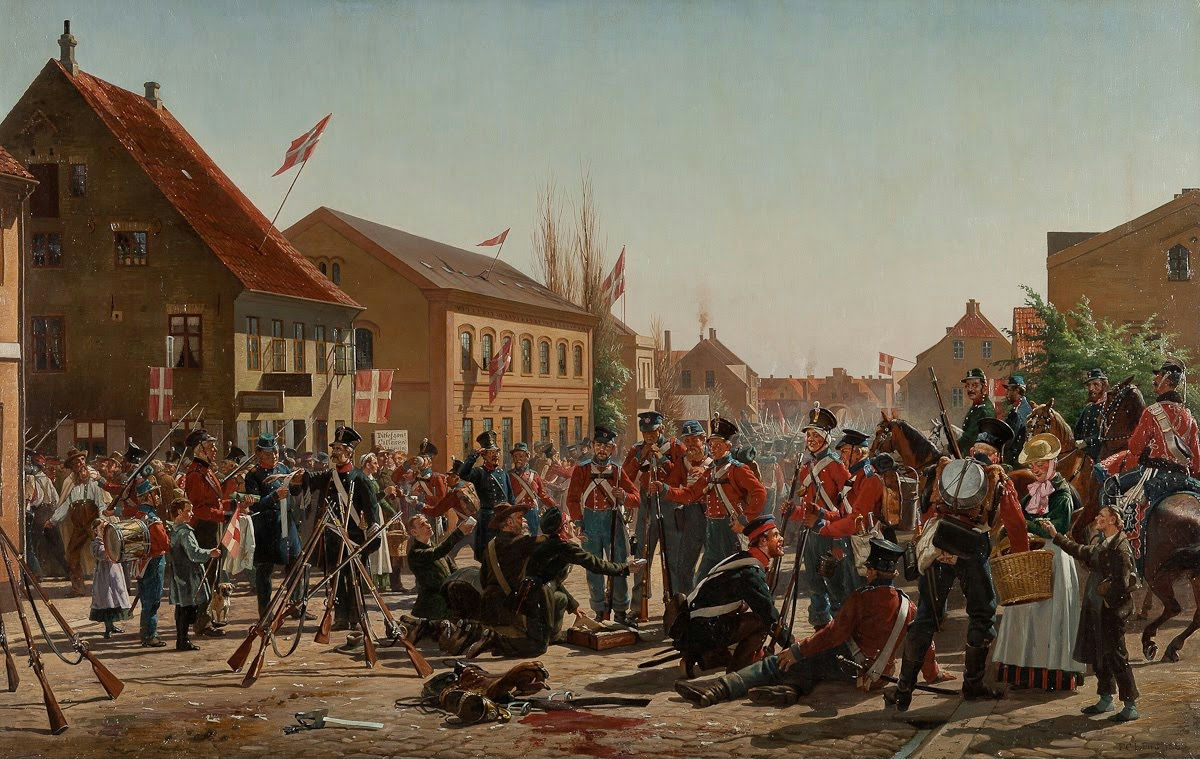
9 avril : bataille de Bov.

- 9 avril : les indépendantistes du Duché de Schleswig écrasés par les Danois à la bataille de Bov[57]. Début de la première guerre des Duchés (1848-1851).
- 27 avril : la Légion des démocrates allemands, partie de Paris sous la conduite du poète Herwegh pour soutenir la révolution allemande, est battue devant Dossenbach par les troupes régulières[58].

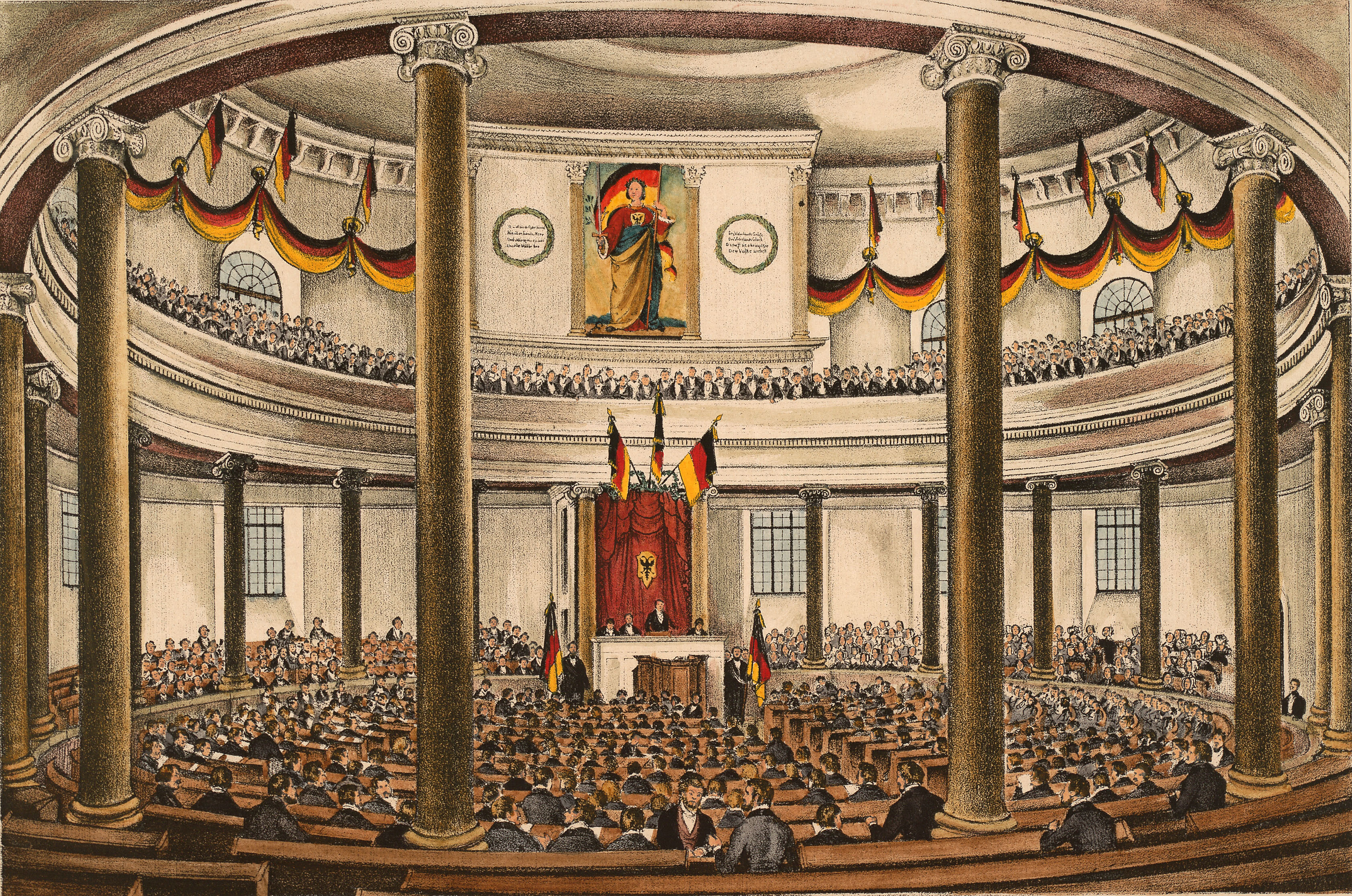
18 mai : parlement de Francfort.

- 18 mai : parlement de Francfort[36]. Il adopte le drapeau noir, rouge et or, désigne un Ministère impérial et prépare la Constitution du Reich à venir, mais sans supprimer l’ancienne Diète. Elle se divise bientôt entre partisans de la solution grande-allemande (großdeutsche Lösung), favorables à une Allemagne fédérale comprenant l’Autriche et s’étendant de la Baltique à l’Adriatique, et ceux de la solution petite-allemande (kleindeutsche Lösung), favorables à une Allemagne plus petite, sans l’Autriche et sous l’autorité prussienne. Les libéraux prussiens dénoncent le gouvernement provisoire, confié à l’archiduc d’Autriche Jean.
- 21 mai : des incidents se produisent entre la garde nationale et la garnison prussienne de la forteresse fédérale de Mayence. Le vice-gouverneur prussien, le général Hüser, avait exigé le désarmement de la garde nationale et menacé de bombarder la ville au cas où son ordre ne serait pas exécuté[59].
- 22 mai : première réunion de l’Assemblée nationale prussienne[60]. Rédaction de la Charte Waldeck, présentée en juillet.
- 18 août : convocation à Berlin du Parlement des Junker, association créée pour protéger les intérêts des propriétaires terriens[61].
- 23 août - 3 septembre, Francfort : congrès constitutif de la Fraternité générale des travailleurs allemands[62].
- 26 août : armistice de Malmö entre le Danemark et la Prusse[63].
- 12 novembre : Frédéric-Guillaume IV de Prusse, encouragé par la victoire des absolutistes à Vienne, place la capitale Berlin en état de siège[64].
- 5 décembre : dissolution de l’Assemblée constituante en Prusse. Frédéric-Guillaume IV octroie une Constitution[65]. Le 8 novembre, le comte de Brandebourg et Manteuffel forment un gouvernement réactionnaire[66].

#### Empire d’Autriche
- 3 mars : Kossuth réclame à la diète de Presbourg une constitution pour la Hongrie et fait adopter une adresse à l’empereur[67].
- 6 mars : les corporations de Basse-Autriche réclament des droits politiques pour le peuple, la suppression de la censure, la publicité des procédures judiciaires et l’institution des jurys[52].
- 11 mars : à Prague, Tchèques et Allemands exigent des réformes constitutionnelles, l’autonomie des pays de la couronne de Bohême et le respect des droits des deux nations[36].
- 13 - 14 mars : révolution de Vienne[67]. Manifestation au Landhaus à Vienne (13 mars). La troupe ouvre le feu et l’agitation s’étend aux faubourgs. Metternich démissionne et s’enfuit. La cour octroie la liberté de la presse et promet une constitution. Les forces révolutionnaires s’organisent (comité bourgeois de sécurité, garde nationale, comité central).

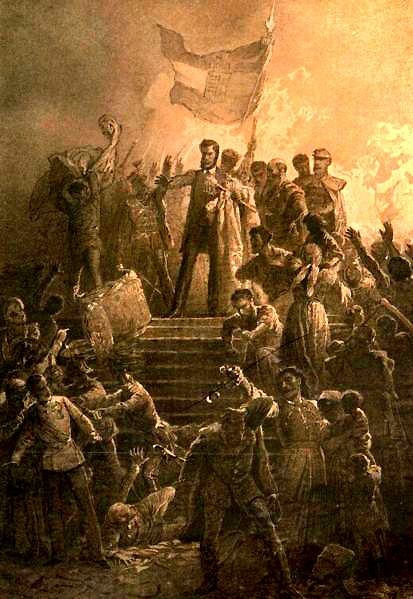
15 mars : révolution à Budapest. La révolution parisienne du 22 février appelle les mouvements libéraux à l’action en Autriche et en Hongrie.

- 15 mars : la révolution éclate à Budapest. Petöfi récite au café Pilvax son poème Nemzeti dal. Petöfi et ses amis organisent une manifestation qui porte aux autorités un programme national et libéral en 12 points rédigé le 11 (liberté de la presse, suppression de la censure, ministère responsable et Assemble nationale à Budapest, égalité de droits civique et religieuse, contribution égale de tous aux charges publiques, suppression des redevances seigneuriales, Banque nationale, forces armées nationales, libération des prisonniers politiques, réformes judiciaires, union avec la Transylvanie). Le conseil de lieutenance capitule devant la foule et le comte Batthyány devient le président du conseil du premier ministère responsable de l’histoire hongroise le 17 mars[67].
- 22 mars : les Autrichiens sont chassés de Venise. Ils évacuent Milan[68].
- 24 mars : en Transylvanie, Simion Bărnuţiu (1808-1864), professeur du séminaire uniate de Blaj, lance une proclamation pour demander la reconnaissance des Roumains en tant que « Nation » et l’abolition du servage[69].

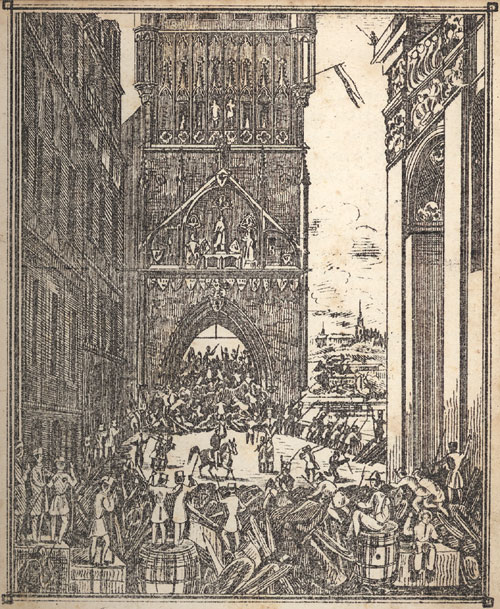
8 avril : le printemps des Révolutions atteint Prague.

- 8 avril : révolution à Prague. Charte de Bohême[70].
- 11 avril : statut particulier de la Hongrie. La Diète hongroise est dissoute et remplacée par une Assemblée nationale élue au suffrage direct des nobles, des bourgeois et des paysans aisés[67].
- 12 avril : diffusion à Vienne d’un programme politique pour la « Slovénie unifiée » pour la réunion de tous les slovènes dans une même entité administrative[71].
- 25 avril :
  - une constitution (suffrage censitaire et bicaméralisme) est publiée par le baron Pillersdorf, chef du gouvernement impérial à Vienne[52]. Elle ne convient pas au comité central qui organise les journées révolutionnaires des 15 et 26 mai.
  - le colonel Josip Jelačić (Jellachich), désigné comme ban par la diète (23 mars) proclame l’indépendance de la Croatie face à la Hongrie[72] et met ses forces à la disposition de l’empereur. Slovaques, Serbes, Roumains font de même.
- Avril, Vienne : premier numéro du journal Die Presse fondé par August Zang[73].
- 11 mai : présentation des « Demandes de la nation slovaque » à Saint-Nicolas-de-Liptov. Elles réclament le suffrage universel masculin, la liberté de la presse, le droit de réunion, une réforme de la loi sur l’abolition du servage, une représentation propre à la diète, une diète slovaque provinciale, des écoles slovaques[74]. Le gouvernement hongrois répond en décrétant la loi martiale et en émettant un mandant d’arrêt à l’encontre de Štúr, de Hodža (sv) et de Hurban qui doivent s’exiler[75].
- 15 mai : émeute à Vienne. La cour quitte Vienne pour Innsbruck le 17[52].
- 26 - 28 mai : nouvelles émeutes estudiantines à Vienne quand le gouvernement tente de dissoudre la Légion académique[52].
- 30 mai : diète de Cluj. La Transylvanie proclame sa réunification avec la Hongrie[76].

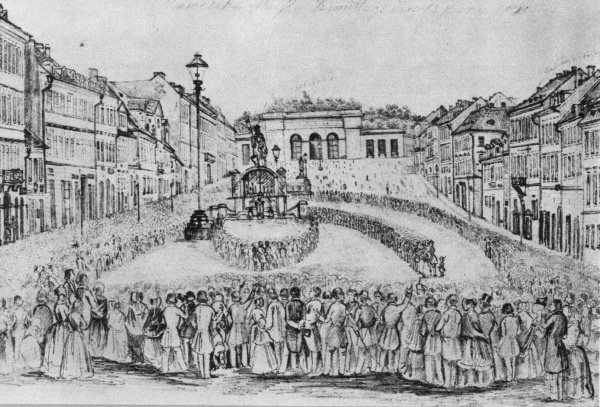
2 juin : premier Congrès panslave.

- 2 juin : ouverture du premier Congrès panslave de Prague, présidé par František Palacký[77]. Il proclame sa fidélité aux Habsbourg sur la base d’un État fédéral. Bakounine y participe.
- 5 juin : ouverture de la diète croate (Sabor) à Zagreb[78].
- 12 juin : émeutes de la Pentecôte à Prague. Le 15, Alfred, Prince de Windisch-Graetz, gouverneur de Bohême, assiège et bombarde la ville[52] qui capitule le 27.
- 29 juin : l’archiduc Jean est vicaire d'Empire[60].
- 8 juillet : Pillersdorf démissionne et est remplacé par le ministère Doblhoff (Alexandre Bach, ministre de la justice) chargé de donner une constitution à l’ensemble de la monarchie[79].
- 22 juillet : une assemblée constituante, élue au suffrage universel fin avril[79], siège à Vienne jusqu’au 22 octobre, et élabore un projet de constitution progressiste. Après le 15 novembre, elle se réunit à Kremsier en Moravie[52].
- 12 août : l’empereur Ferdinand rentre à Vienne[52].
- 23 août, Vienne : la bataille du Prater, manifestation sociale contre la baisse des salaires des femmes et des enfants est réprimée dans le sang[52].
- 28 août : création de l’Association démocratique des femmes viennoises à l’initiative de Karoline von Perin-Gradenstein[52].
- 7 septembre :
  - le parlement autrichien de Vienne (dit parlement de Kremsier) abroge tous les liens serviles et abolit les droits seigneuriaux. Les propriétaires sont indemnisés[52].
  - le ban de Croatie Josip Jelačić déclare la guerre au gouvernement hongrois[72]. Ses troupes entrent en Hongrie le 11 septembre, ce qui permet à Kossuth de prendre le pouvoir en créant un comité de défense nationale (22 septembre) dont il prend la direction le 8 octobre. Le parlement hongrois, élu le 5 juillet, vote la levée en masse pour défendre la patrie en danger. L’armée hongroise entre deux fois en Autriche[79].
- 16 septembre : formation du Conseil national slovaque à Vienne[75].
- 19 septembre : lors d’un rassemblement public à Myjava, le Conseil national slovaque rejette la tutelle du pouvoir hongrois et déclare l’autonomie de la nation slovaque. Une troupe slovaque armée se constitue pour la première fois. Le mouvement est rapidement réprimé par les armées impériales et par la défense intérieure hongroise[80].
- 29 septembre : victoire hongroise du général Móga sur les troupes du ban de Croatie Josip Jelačić à la bataille de Pákozd[81].

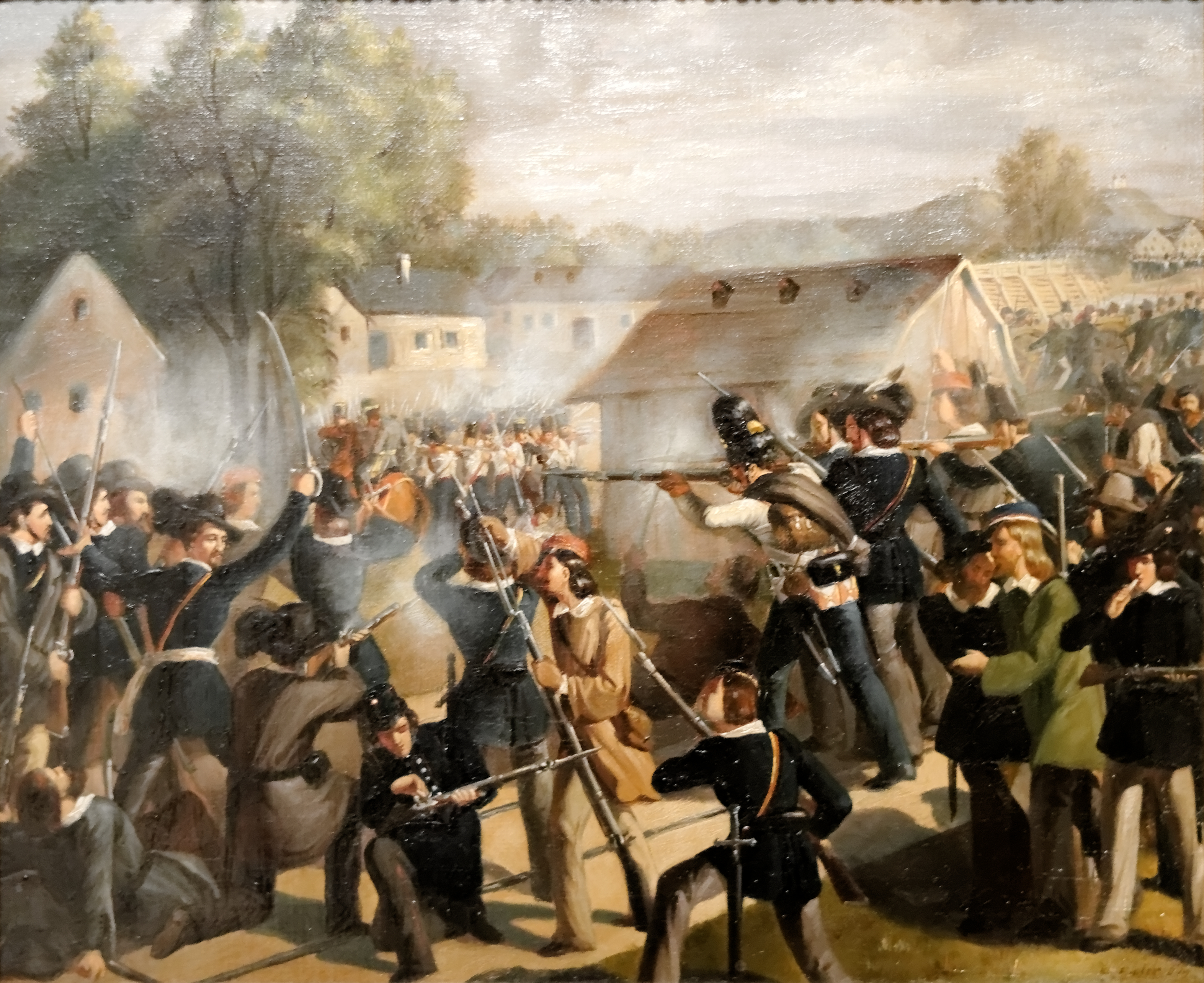
6 octobre : insurrection à Vienne

- 6 octobre : insurrection à Vienne ; le ministre de la guerre Latour est assassiné par la foule, qui s’empare de l’arsenal. Le gouvernement rejoint la Cour à Olomouc en Moravie[79].
- 16 octobre : Windischgrätz est nommé général en chef des troupes autrichiennes[82].
- 25 octobre : l’armée hongroise marche de nouveau sur Vienne pour porter secours à l’insurrection de la capitale[83].
- 26 octobre : Windischgrätz commence les opérations contre Vienne en liaison avec Josip Jelačić, ban de Croatie[79].
- 30 octobre : les troupes de Kossuth sont battues par les Croates à Schwechat[81].
- 31 octobre : reprise de Vienne par la réaction. Les Impériaux exercent une répression brutale[81].
- 21 novembre : l’empereur nomme un nouveau gouvernement présidé par le prince Félix Schwarzenberg. Bien que conservateur, il s’entoure de libéraux comme Stadion et Bruck (commerce). Kraus reste aux finances et Alexandre Bach à l’intérieur[79].
- 2 décembre : en Autriche, Ferdinand Ier d'Autriche abdique. Début du règne de François-Joseph, empereur d’Autriche[52], choisi par l’aristocratie conservatrice et l’armée (fin en 1916).
- 13 décembre : le général autrichien Windischgrätz entre en Hongrie, atteint Györ, puis Budapest le 31 décembre[84].
- De décembre 1848 à l’été 1849, trois expéditions de volontaires slovaques armés sont envoyées en Slovaquie. Elle s’opposent au gouvernement révolutionnaire hongrois qui refuse de reconnaître les autres nationalités jusqu’au 28 juillet 1849[85].

#### Principautés danubiennes

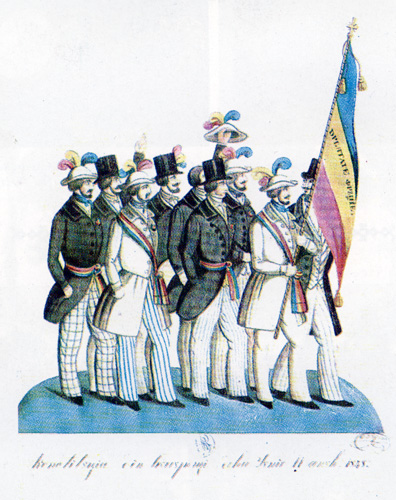
Révolutionnaires valaques à Bucarest arborant le drapeau tricolore

- 8 avril (27 mars du calendrier julien) : début du mouvement national et libéral en Moldavie et Valachie. Il débute en Moldavie par une grande réunion à Iași où est approuvée une pétition-programme adressée au prince Mihail Sturdza qui réclame les libertés individuelles, la responsabilité ministérielle, l’organisation d’une milice, la fondation d’une banque nationale, la suppression de la censure, etc. Treize leaders, dont Alexandre Jean Cuza, sont arrêtés et envoyés en exil en Turquie[86].
- 22 mai : en Valachie, un « Comité révolutionnaire » est formé à Bucarest qui adopte un programme en 22 points voisin de celui de Moldavie[86] mais réclame en plus l’émancipation des paysans corvéables et la redistribution des terres en leur faveur.
- 9 juin, Valachie : Radulescu lit la Proclamation d’Izlaz, qui revendique l’abolition du protectorat étranger, l’élection du prince pour cinq ans par une assemblée représentative de l’ensemble de la population, l’émancipation des Juifs et des Tziganes[87]. Un gouvernement provisoire est aussitôt constitué (Bălcescu, Rosetti, Golescu.

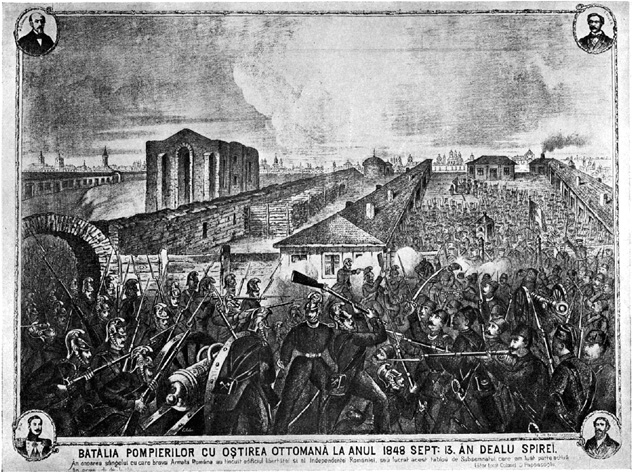
25 septembre : répression du mouvement révolutionnaire à Bucarest par les Turcs.

- 23 juin (11 juin du calendrier julien) : l’agitation gagne Bucarest. Le prince Georges III Bibesco, par hostilité envers la Russie, accepte la Proclamation d’Izlaz et désigne à son tour un gouvernement provisoire, puis abdique le 25 juin et se retire en Transylvanie. Les deux gouvernements fusionnent le même jour sous la présidence du métropolite Neofit qui exerce le pouvoir jusqu’au 4 août. Il adopte le drapeau tricolore bleu-jaune-rouge, supprime les titres de noblesse, crée une garde nationale, abolit la peine de mort. Des oppositions apparaissent entre conservateurs et libéraux à propos de l’émancipation des paysans. Balcescu fait créer une « commission de la propriété » pour régler le problème[87].
- 11 juillet : fuite du gouvernement provisoire de Bucarest à l’annonce de l’intervention des troupes russes pour ramener l’ordre dans les principautés danubiennes ; les Boyards en profitent pour tenter une contre-révolution, mais le 12 juillet le gouvernement provisoire est rappelé à la suite de l'intervention du peuple[87].
- 2 août : les troupes ottomanes passent le Danube ; le gouvernement provisoire abdique le 4. Une lieutenance princière de la nation roumaine est mise en place[87].

- 25 septembre (13 septembre du calendrier julien) : les troupes ottomanes entrent à Bucarest[87]. Le mouvement révolutionnaire dans les principautés danubiennes est maté dans le même temps par les Russes et les Turcs. Les deux principautés passent sous la domination des Russes jusqu’en 1851.

## Naissances en 1848
- 4 janvier : Fernand Defuisseaux, homme politique belge († 29 juin 1912).
- 5 janvier : Melchior Jaubert, peintre et aquarelliste français († 1913).
- 11 janvier : Frédéric Marcelin, romancier, essayiste, journaliste, homme politique et diplomate haïtien († 10 janvier 1917).
- 12 janvier : Jean Béraud, peintre de genre et portraitiste français († 4 octobre 1935).
- 14 janvier : Filipp Fortunatov, linguiste russe († 3 octobre 1914).
- 18 janvier : Fernand Pelez, peintre français († 7 août 1913).
- 21 janvier : Henri Duparc, compositeur français († 12 février 1933).
- 23 janvier : Henri Biva, peintre français († 2 février 1929).
- 24 janvier :
  - Vassili Sourikov, peintre russe († 19 mars 1916).
  - Liévin Verstraeten, homme politique belge († 10 avril 1937).
- 30 janvier : Frédéric Grasset, peintre français († 11 mai 1911).
- 31 janvier : Betsy Repelius, peintre et aquarelliste néerlandaise († 23 janvier 1921).
- 4 février : François Delamaire, archevêque de Cambrai († 21 juillet 1913).
- 5 février : Joris-Karl Huysmans, écrivain français († 12 mai 1907).
- 9 février : Alfred Casile, peintre français († 1er juin 1909).
- 10 février : Anna Boch, peintre belge († 25 février 1936).
- 11 février : Alceste Campriani, peintre italien († 27 octobre 1933).
- 13 février : Auguste Baud-Bovy, peintre suisse († 3 juin 1899).
- 16 février : Octave Mirbeau, écrivain français († 16 février 1917).
- 19 février : Bruno Piglhein, peintre allemand († 15 juillet 1894).
- 24 février :
  - Andrew Inglis Clark, homme politique britannique puis australien († 14 novembre 1907).
  - Léonard Jarraud, peintre français († 3 août 1926).
- 25 février : Guillaume II de Wurtemberg, dernier roi de Wurtemberg († 2 octobre 1921).
- 29 février : Adele Zay, enseignante, féministe et pédagogue transylvanienne († 29).
- 6 mars : Viktor Weisshaupt, peintre allemand († 23 février 1905).
- 8 mars : Gaston Guignard, peintre français († 16 octobre 1922).
- 13 mars : Edmond Lareau, écrivain, avocat, historien de la littérature, homme politique, journaliste et professeur canadien († 9 février 1890).
- 14 mars : Paul-Louis Delance, peintre français († 16 octobre 1924).
- 18 mars : Johann von Pallavicini, diplomate autrichien puis austro-hongrois († 4 mai 1941).
- 20 mars : Théophile Poilpot, peintre français († 6 février 1915).
- 22 mars : Sarah Henrietta Purser, peintre et vitrailliste irlandaise († 7 août 1943).
- 23 mars : Charles-Louis Kratké, peintre, graveur et sculpteur français († 29 octobre 1921).
- 29 mars : Adrien Lavieille, peintre français († 5 février 1920).
- 4 avril : Georges Moreau de Tours, peintre français († 12 janvier 1901).
- 16 avril : Jean Seignemartin, peintre français membre de l'école lyonnaise de peinture († 29 novembre 1875).
- 19 avril : Léon Duvauchel, écrivain régionaliste français († 20 juin 1902).
- 26 avril : Albert Dornois, peintre, dessinateur et graveur français († 17 avril 1923).
- 28 avril : Ludvig Schytte, pianiste et compositeur danois († 10 novembre 1909).
- 1er mai : Adelsteen Normann, peintre paysagiste norvégien († 26 décembre 1918).
- 8 mai : José Sánchez del Campo dit « Cara Ancha », matador espagnol († 31 mai 1925).
- 13 mai : Caroline Agnes Gray, propriétaire anglaise du Freeman's Journal († 15 avril 1927).
- 15 mai :
  - Onorato Carlandi, peintre italien († 11 avril 1939).
  - Viktor Vasnetsov, peintre russe († 23 juillet 1926).
  - Carl Wernicke, médecin polonais († 15 juin 1905).
- 22 mai : Fritz von Uhde, peintre allemand († 25 février 1911).
- 23 mai : Otto Lilienthal, aviateur († 10 août 1896).
- 24 mai : Édouard Hippolyte Margottet, peintre français († 16 décembre 1887).
- 29 mai : Aristides Augusto Milton, juriste, journaliste, homme politique et historien brésilien († 26 janvier 1904).
- 30 mai : Fanny Currey, horticultrice et aquarelliste irlandaise († 30 mars 1917).
- 1er juin : Otto Malling, compositeur et organiste danois († 5 octobre 1915).
- 6 juin : Antoine-Marie Roucole, peintre français († 22 juin 1918).
- 7 juin : Paul Gauguin, peintre français († 9 mai 1903).
- 12 juin : Fritz Seitz, compositeur, violoniste et chef d'orchestre allemand († 22 mai 1918).
- 23 juin : Gábor Andreánszky, homme politique hongrois († 19 mai 1908).
- 25 juin : Paul Puget, compositeur français († 15 mars 1917).
- 2 juillet : Pierre Georges Jeanniot, peintre, illustrateur et graveur français († 9 janvier 1934).
- 3 juillet : Joseph d'Ursel, homme d'État belge († 15 novembre 1903).
- 4 juillet : Louis-Robert Carrier-Belleuse, peintre et sculpteur français († 14 juin 1913).
- 7 juillet : Francisco de Paula Rodrigues Alves, avocat et homme d'État brésilien († 16 janvier 1919).
- 15 juillet :
  - Alexis Maridor, écrivain suisse († 1909).
  - Vilfredo Pareto, sociologue et économiste italien († 19 août 1923).
- 24 juillet :
  - Francisco Pradilla y Ortiz, peintre espagnol († 1er novembre 1921).
  - Édouard Toudouze, peintre français († 14 mars 1907).
- 25 juillet :
  - Gaston Marquet, peintre français († 18 décembre 1923).
  - Paul Maurou, peintre et imprimeur-lithographe français († 14 janvier 1931).
- 30 juillet : Jean-Baptiste Olive, peintre français († 13 mai 1936).
- 31 juillet :
  - Jean-Baptiste Olive, peintre français († 1936).
  - Robert Planquette, compositeur français spécialisé dans l'opérette († 28 janvier 1903).
- 3 août : Ernest Lessieux, peintre, aquarelliste et dessinateur français († 4 janvier 1925).
- 15 août : Joseph Martin, géologue, topographe et explorateur français († 23 mai 1892).
- 19 août : Gustave Caillebotte, peintre français († 21 février 1894).
- 23 août : Sámuel Jósika, homme politique hongrois († 4 juin 1923).
- 26 août : Édouard Joseph Dantan, peintre français († 7 juillet 1897).
- 28 août : Francis O'Neill, officier de police américain d'origine irlandaise et collecteur de musique traditionnelle irlandaise († 26 janvier 1936).
- 29 août : Albert Bartholomé, peintre et sculpteur français († 30 octobre 1928).
- 4 septembre : Gustav Bauernfeind, peintre, illustrateur et architecte allemand d'origine juive († 24 décembre 1904).
- 21 septembre : Walter William Ouless, peintre et portraitiste jersiais († 25 décembre 1933).
- 29 septembre : Kamal-ol-Molk, peintre iranien († 18 août 1940).
- 1er octobre : Adolphe Lalyre, peintre français († 23 janvier 1933).
- 4 octobre : Henry Lerolle, peintre et collectionneur français († 22 avril 1929).
- 5 octobre :
  - Édouard Detaille, peintre français († 23 décembre 1912).
  - T. P. O'Connor, journaliste et homme politique britannique (irlandais) († 18 novembre 1929).
- 8 octobre : Pierre Degeyter, ouvrier et musicien belge célèbre pour avoir composé la musique de L'Internationale († 26 septembre 1932).
- 12 octobre : Charles Rivière, peintre français († 18 janvier 1920).
- 15 octobre : Gabriel Guay, peintre d'histoire français († 15 septembre 1923).
- 18 octobre : Antoine Vandergoten, homme politique belge († 24 mars 1922).
- 19 octobre : Marcel Jambon, peintre décorateur français († 30 septembre 1908).
- 22 octobre : Ignace Spiridon, peintre italien naturalisé français († 7 octobre 1930).
- 1er novembre : Jules Bastien-Lepage, peintre naturaliste français († 10 décembre 1884).
- 13 novembre :
  - Albert Ier de Monaco, prince de Monaco († 26 juin 1922).
  - Stanislas-Arthur-Xavier Touchet, cardinal français, évêque d'Orléans († 29 septembre 1926).
- 22 novembre : Paul Pujol, peintre et architecte français († 1926).
- 30 novembre : Wilhelm Kotarbiński, peintre polonais († 4 septembre 1921).
- 6 décembre : Johann Palisa, astronome autrichien († 2 mai 1925).
- 23 décembre : David-Eugène Girin, peintre français († 16 décembre 1917).
- Date précise inconnue :
  - Andrew Cochrane-Johnstone, homme politique, journaliste, ingénieur et écrivain britannique († 18 décembre 1914).
  - Alfred Jean Garnier, peintre, graveur et émailleur français († 1908).
  - Manuel Giró i Ribé, compositeur et organiste catalan († 22 décembre 1916).
  - Diane de Guldencrone, historienne et écrivaine français († 1930).
  - Nazikeda Kadın, épouse d'Abdülhamid II († avril 1895).

## Décès en 1848
- 4 janvier : Louis Massonneau, compositeur, violoniste et chef d'orchestre allemand d'ascendance française (° 10 janvier 1766).
- 9 janvier : Caroline Herschel, astronome britannique d'origine allemande (° 16 mars 1750).
- 23 janvier : François Costé, magistrat et homme politique français (° 24 avril 1789).
- 26 janvier : Joseph-Marie Vien le jeune, peintre français (° 2 août 1761).
- 29 janvier : Joseph Görres, écrivain allemand (° 25 janvier 1776).
- 10 février : Édouard Liénard, peintre français (° 1779).
- 11 février : Thomas Cole, peintre américain (° 1er février 1801).
- 18 février : Joseph Gerhard Zuccarini, botaniste allemand (° 10 août 1797).
- 23 février : John Quincy Adams, ancien président des États-Unis (° 11 juillet 1767).
- 24 février : Jean-Baptiste Lubin, homme politique et propriétaire terrien français (° 8 mars 1766).
- 5 mars : Fabio Albertini, diplomate et patriote du royaume des Deux-Siciles (° 9 février 1775.
- 7 mars : Félix Trutat, peintre français (° 27 février 1824).
- 20 mars : Florencio Varela, écrivain, journaliste, homme politique, juriste et pédagogue espagnol puis argentin (° 1807).
- 25 mars : Maximilien Dubois-Descours de la Maisonfort, général de division français (° 11 juin 1792).
- 27 mars : Gabriel Bibron, zoologiste français (° 20 octobre 1805).
- 29 mars : Hugo Stähle, compositeur allemand (° 21 juin 1826).
- 8 avril : Gaetano Donizetti, compositeur italien (° 29 novembre 1797).
- 14 avril : Khatchatour Abovian, écrivain et poète arménien (° 15 octobre 1809).
- 24 avril : François Van Campenhout, chanteur d'opéra, violoniste, chef d'orchestre, compositeur qui fut tour à tour français, néerlandais et enfin belge (° 5 février 1779).
- 5 juin : Guillaume Triébert, facteur d'instruments à vent français provenant de Laubach (Hesse) et est considéré comme le fondateur du hautbois français (° 24 février 1770).
- 4 juillet : François-René de Chateaubriand, écrivain français (° 4 septembre 1768).
- 24 juillet : Andreï Ivanov, peintre russe (° 1775).
- 6 août : Clementina Gandolfi, peintre italienne (° 1795).
- 7 août : Jöns Jacob Berzelius, chimiste suédois (° 20 août 1779).
- 22 août : Joseph Ghys, violoniste et compositeur belge (° vers 1801).
- 1er septembre : Johann Benjamin Gross, violoncelliste et compositeur allemand (° 12 septembre 1809).
- 24 septembre : Branwell Brontë, peintre et écrivain britannique (° 26 juin 1817).
- 2 octobre : Georg August Goldfuss, paléontologue et zoologiste allemand (° 18 avril 1782).
- 6 octobre : Joachim Friedrich Krüger, homme politique allemand (° 15 mars 1788).
- 7 octobre : George Howard, 6e comte de Carlisle, homme politique britannique (° 17 septembre 1773).
- 10 octobre : Urbain Firmin Piault, homme politique français (° 15 juillet 1757).
- 17 octobre : Jean Le Capelain, peintre et lithographe britannique (° 5 octobre 1812).
- 16 décembre : Bruno Erhard Abegg, homme politique et juriste allemand (° 17 janvier 1803).
- 19 décembre : Emily Brontë, poète et romancière britannique (° 30 juillet 1818).
- 31 décembre : Gottfried Hermann, philologue allemand (° 28 novembre 1772).